# 古丸菌纲
古丸菌纲 （学名：Archaeoglobi）为广古菌门的一纲细菌。此纲的模式目为古生球菌目(Archaeoglobales)。

## 属
- 古生球菌目 Archaeoglobales Huber and Stetter 2002